# 國立臺灣大學物理學系

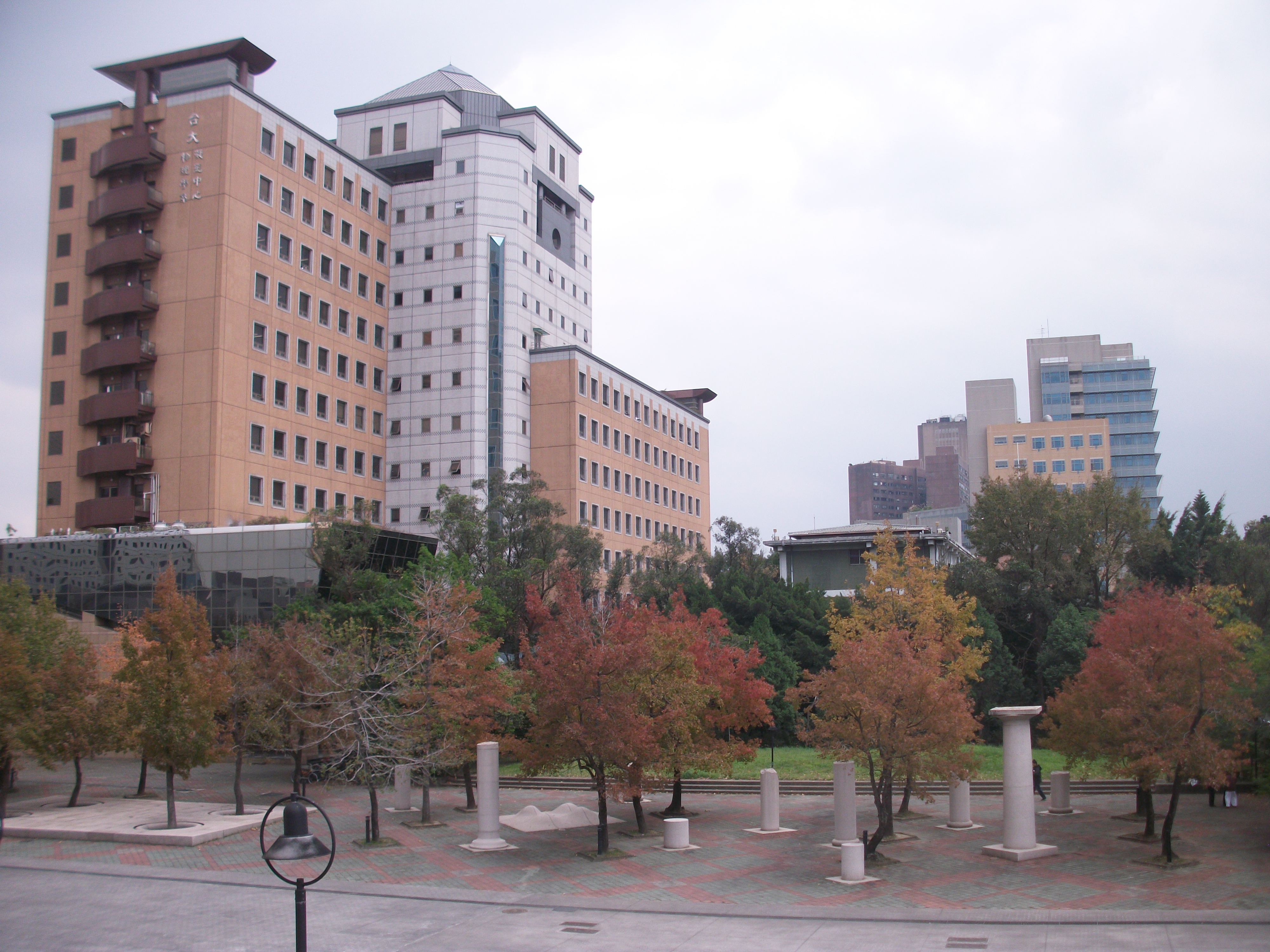
凝態科學中心暨物理新館。較遠方的大樓是臺大物理系天文物理研究所位處的天文數學館。

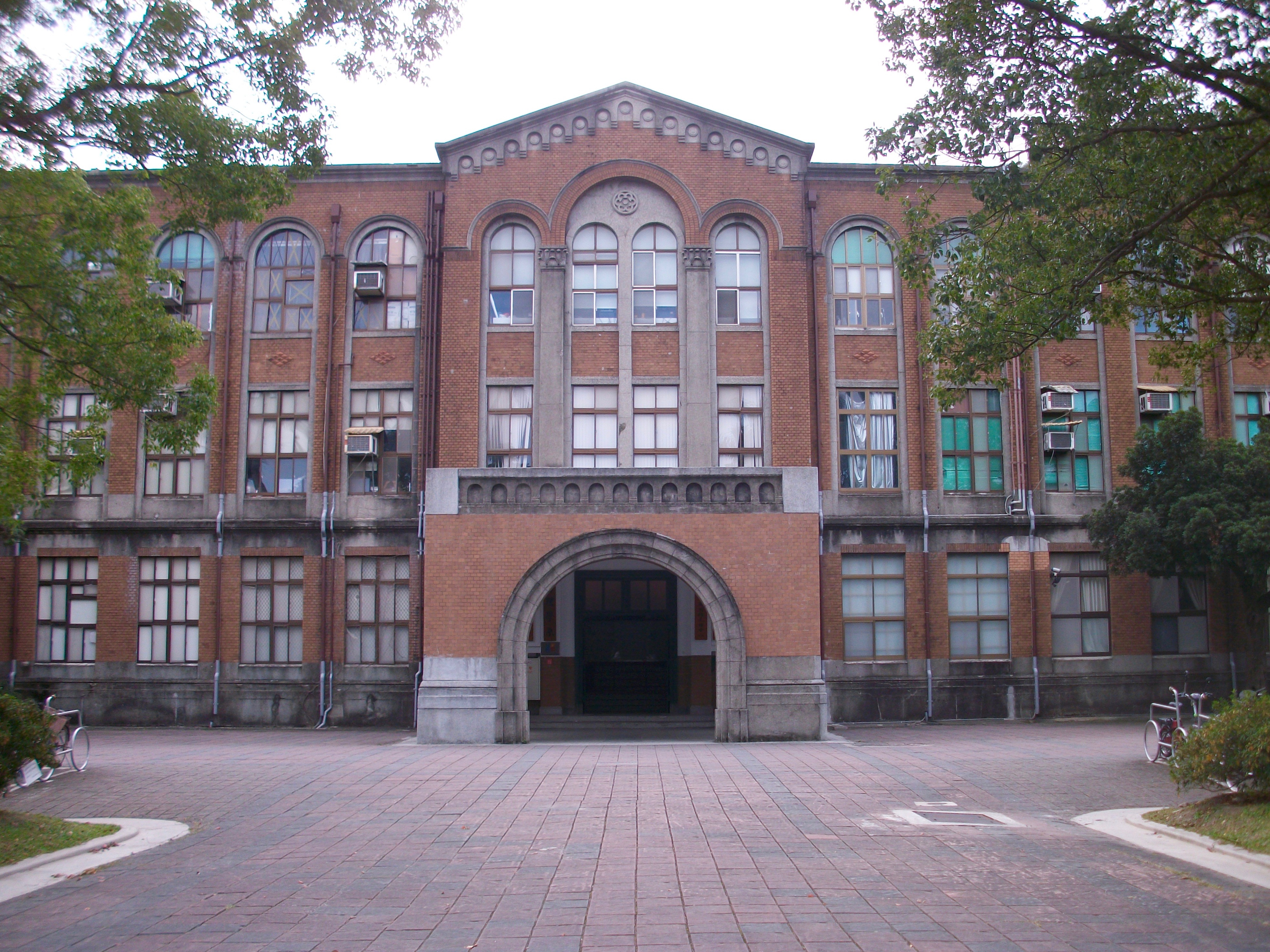
物理系舊館（台大二號館），原臺北帝國大學理農學部理化學教室，內有物理文物廳。

國立臺灣大學物理學系（英語：Department of Physics, National Taiwan University），略稱臺灣大學物理系、臺大物理系，創辦於1946年8月，首任系主任為物理學家戴運軌。台大物理系是為國立臺灣大學改制之後首創的第一個系所。前身是日治時期臺北帝國大學的理學部化學科所設置的物理學講座，當時有兩三間辦公室和實驗室。

## 歷史

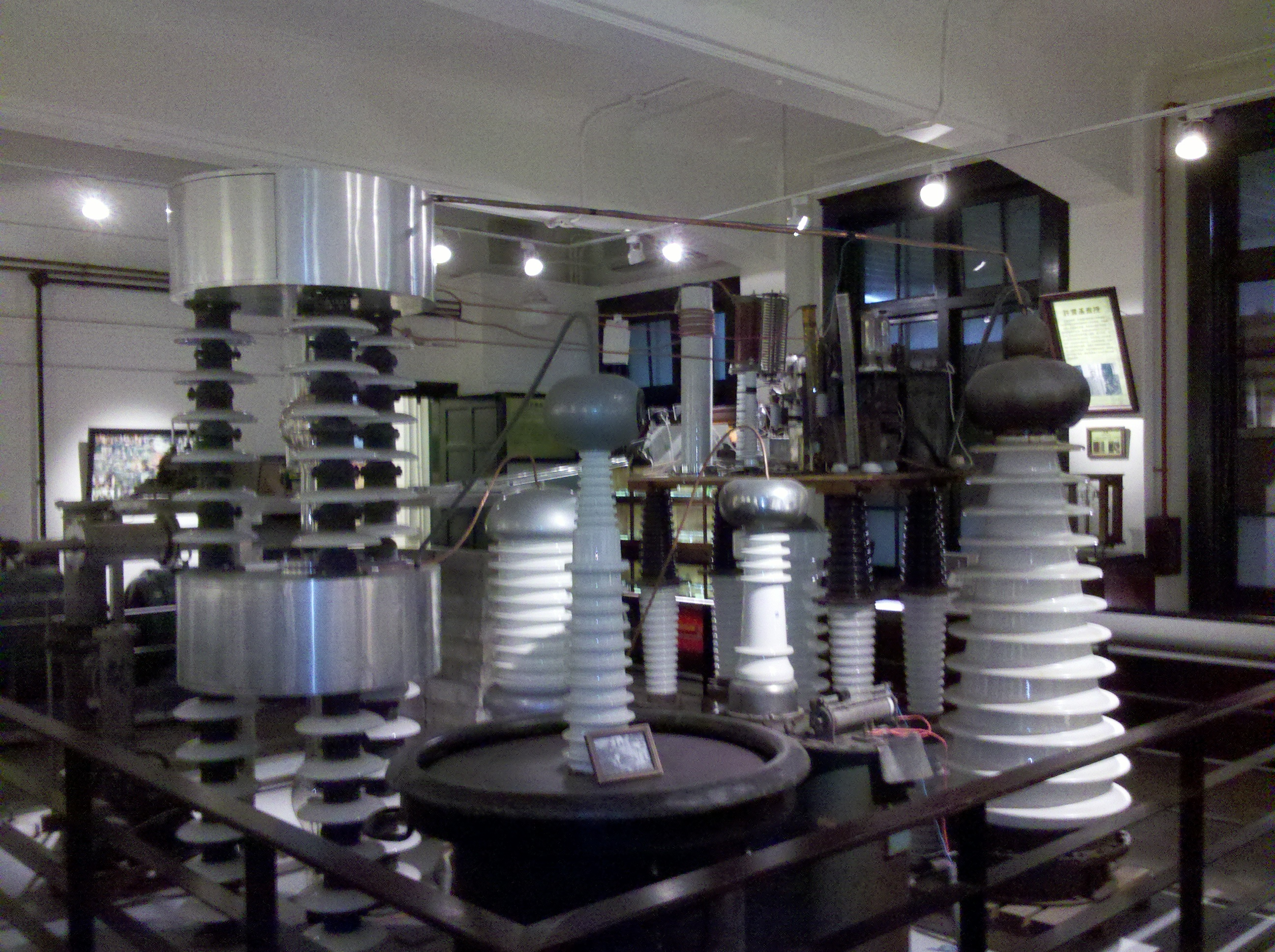
荒勝文策教授領導建造之亞洲最早期考克饒夫－瓦耳頓型（Cockcroft-Walton）直線粒子加速器。

### 臺北帝國大學物理學講座時期
臺北帝國大學物理學講座於1928年12月設立，首任講座教授為自京都帝國大學畢業的荒勝文策。1934年7月25日，荒勝文策領導建造直線粒子加速器，成功在臺灣做出亞洲第一次，世界第二次人工撞擊原子核實驗。該加速器目前被國立臺灣大學校方展示於臺大物理文物廳。第二任講座教授則是河田末吉，主要在臺灣的玉山與阿里山等高山地區的高山營林所利用探空氣球收集中子數據，進行宇宙射線研究。河田末吉團隊也曾利用X光以單晶繞射法分析北投石結晶。

### 國立臺灣大學物理學系時期

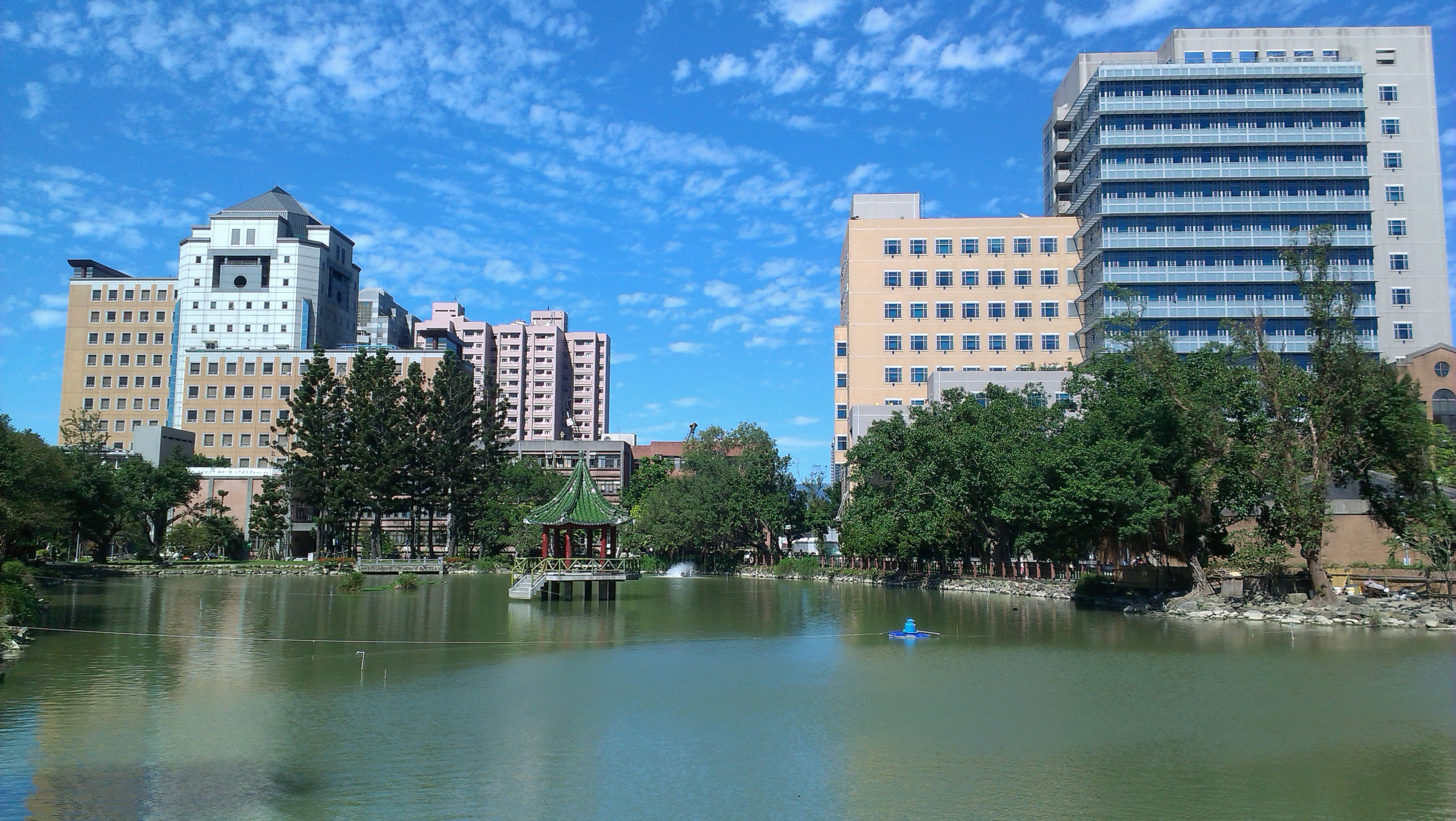
從醉月湖畔望向物理系館（左）與天文數學館（右）

1946年戴運軌教授接收物理學講座，與工業物理、氣象、力學講座整合，成立台大物理系。當時系館位於椰林大道上的二號館。
1947年在留任的荒勝團隊成員，帝大助理教授太田賴常的領導下，以及剛從臺大電機系畢業的許雲基，協同河田末吉、許玉釧、周木村、林松雲等人一同重建起原子核實驗室，為台灣第一個原子能核子物理研究室，並於1948年5月13日下午8時35分完成了台灣暨戰後全亞洲首次人工撞擊原子核實驗:161,162。隨後許雲基領導研究室製造重水，生產重氫及中子源，從事人工放射性和其他核反應實驗。
台大物理系於1960年設立物理學碩士班，1969年設立物理學博士班。1998年建立台大物理系新館暨台灣大學凝態科學中心。
2001年2月，物理系暨研究所遷至凝態科學中心暨物理新館。2003年成立天文物理研究所。2008年成立應用物理研究所。
2005年成立，由台大物理系所管理的臺大物理文物廳，裏頭放置的考克饶夫-瓦尔顿加速器及其相關科學文物，即是為了重現物理系剛建立時的原子核物理實驗室。

## 現況

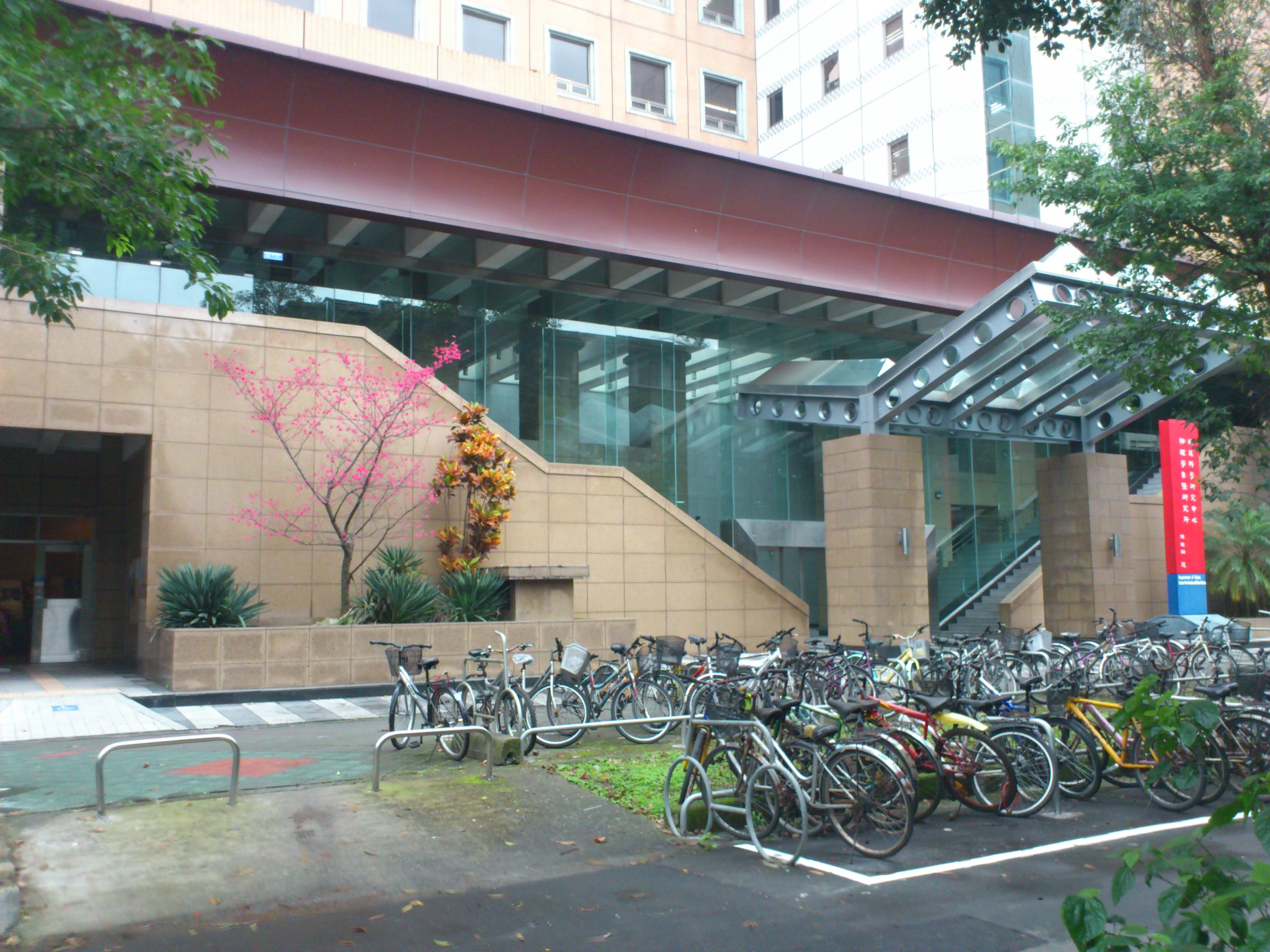
凝態科學中心暨物理新館大門。

現有專任教師47位、特聘研究講座教授4位、合聘教師13位、名譽教授5位、兼任教師15位、專任助教4位、行政技術人員及職工16位。學生一屆約為70人。有數位長短期來自各國之客座訪問研究人員。物理系與凝態中心以及梁次震中心共用一棟大樓，研究人力與設備資源互通有無。
與中央研究院的物理研究所、原子與分子科學研究所、天文及天文物理研究所有長期合聘及兼任人員。
近年之研究重點為凝聚態物理學、粒子物理學、天文物理學和宇宙學等。

## 研究領域
場論、粒子物理、原子核物理學、高能物理、原子分子物理、天文物理、物理宇宙學、凝態物理、雷射物理、半導體元件物理、光學、統計力學、流體力學、理論物理等。

## 學生活動
- 系刊《時空》[5]，從民國54年1月10號發行第一期，至今已出版31期。融合學術，有系友訪談、學生文學作品、記錄著台大物理系的歷史與學生的點點滴滴。
- 物二之夜（物理之夜），民國81年由物二音樂會加入戲劇表演[6]，由物理系大二學生共同籌畫演出，為一年一度的表演晚會，最高曾吸引超过500人到场，最早可以追溯到B72届（即1983年入学）的学生共同创立的物二音乐会。

## 歷任系主任/講座教授

### 物理學講座時期（講座教授）
- 荒勝文策（1928年12月 ~ 1936年8月）
- 河田末吉（1936年10月 ~ 1946年3月）[1]

### 物理學系時期（系主任）
- 戴運軌（1946年3月 ~ 1962年9月）
- 許雲基（1962年10月 ~ 1966年7月）
- 黃振麟（1966年8月 ~ 1971年7月）
- 崔伯銓（1971年8月 ~ 1977年7月）
- 鄭伯昆（1977年8月 ~ 1980年7月）
- 黃振麟（1980年8月 ~ 1981年7月）
- 林清（1981年8月 ~ 1983年7月）
- 鄭以禎（1983年8月 ~ 1986年7月）
- 黃暉理（1986年8月 ~ 1989年7月）
- 楊信男（1989年8月 ~ 1991年7月）
- 王亢沛（1991年8月 ~ 1993年7月）
- 蔡尚芳（1993年8月 ~ 1997年7月）
- 黃偉彥（1997年8月 ~ 2001年7月）
- 張慶瑞（2001年7月 ~ 2007年7月）
- 熊怡  （2007年8月 ~ 2013年7月）
- 張顏暉（2013年8月 ~ 2019年7月）
- 張寶棣（2019年8月 ~ ）[7]

## 知名系友

### 現任台大物理系教授
- 張慶瑞 : 固態物理理論學家，UCSD物理學博士，曾任台大副校長與代理校長、並任教於母系。
- 孫維新 : 天文學家，UCLA天文物理學博士，現任國立自然科學博物館館長、並任教於母系。曾任教於國立中央大學物理學系。
- 吳俊輝：天文學家，劍橋大學天文物理學博士，曾跟隨史蒂芬·霍金大師學習，現任教於母系。
- 梁啟德 : 固態物理實驗學家，劍橋大學物理學博士，1999年起任教於母系。
- 高涌泉 : 理論物理學家，加州大學柏克萊分校物理學博士。曾任教於國立清華大學物理學系，1991年起任教於母系。長期從事科學教育工作。
- 闕志鴻 : 天文學家，德克薩斯州大學奧斯汀分校物理學博士，曾任國立中央大學天文研究所所長、1998年起任教於母系。
- 陳丕燊 : 粒子物理與天文學家，擔任梁次震宇宙學與粒子天文物理學研究中心主任，現任教於母系。
- 趙 : 地球物理學家，曾任中央研究院地球科學研究所所長，現為母系合聘教授。

### 中央研究院院士
- 葉公杼：女性生物物理學家，與夫婿詹裕農同為美國國家科學院院士，中央研究院院士、舊金山加州大學教授。
- 陳力俊：中央研究院院士、國立清華大學工學院院長、材料科學與工程學系教授，曾任國立清華大學校長。
- 姚期智：美國普林斯頓大學教授，中國北京清華大學教授，美國國家科學院院士，中央研究院院士，2000年圖靈獎獲得者。
- 朱國瑞：國立清華大學物理學系教授，中央研究院院士，現為國立台灣大學物理學系教授。
- 李羅權：行政院國家科學委員會主任委員，中央研究院院士，前國立中央大學校長。
- 李世昌：粒子物理學家，普林斯頓大學物理博士，中央研究院院士、世界科學院院士，現任中央研究院物理研究所研究員。

### 企業界
- 徐大麟：早年受李國鼎的影響，加入創投事業，成立漢鼎亞太。因協助世界銀行重整亞洲金融，而被亞洲商業周刊譽為「亞洲之星」。
- 丘宏義：前NASA天文物理科學家，第一位榮獲NASA頂尖榮譽傑出成就獎（英语：NASA Exceptional Scientific Achievement Medal）的華裔學者，美商漢世紀集團總裁，EHGBooks微出版公司總編輯。
- 蔡力行：前台灣積體電路製造公司執行長、總經理。
- 盧志遠：旺宏電子總經理兼欣銓科技董事長。2012年「IEEE Frederik Philips Award」得主。
- 梁次震：台灣企業家，為廣達電腦共同創辦人之一。2007年11月13日以個人名義捐贈2億500萬元給母系成立「梁次震宇宙學與粒子天文物理學研究中心」。2012年再捐五億七千萬元，使該中心得以永續運作，包括實體捐贈價值三億五千萬元之大樓一棟，及現金兩億元成立永續基金。為國際宇宙物理學界有史以來最大筆之單一捐贈。

### 其他

#### 物理學家

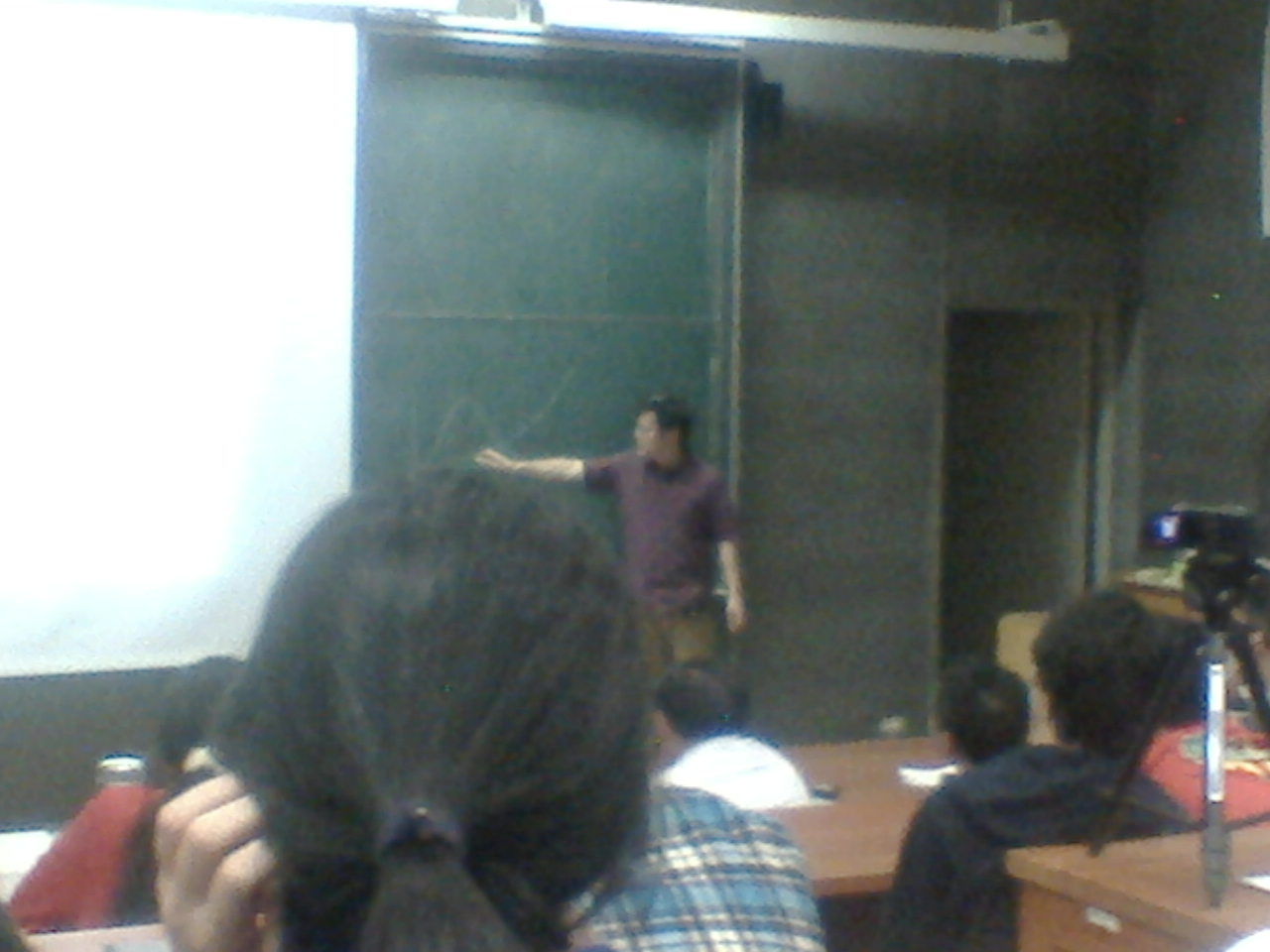
郭兆林於2015年回到臺大物理系演講

- 郭兆林：史丹福大學天文物理學助理教授。曾獲美國史隆基金會研究獎。參與哈佛－史密松天體物理中心宇宙泛星系偏振背景成像的研究。其團隊並於2014年3月14日發表人類首次偵測到可能是在大爆炸後，宇宙暴漲散發出的重力波痕跡，這證實大霹靂理論的預測，被認為是宇宙暴脹的直接證據之一，但該研究團隊隔年承認對於資料的判讀錯誤，觀測到的信號應該是出自於銀河系的輻射塵埃。[8][9]
- 葉乃裳：台裔美國物理學家，加州理工學院教授，美國物理學會會士、美國科學促進會會士，曾獲列入《美國科學名人錄》。以對超導體的研究最為知名。為台灣第一位最年輕的女博士。
- 李靈峰：理論物理學家，賓夕法尼亞大學物理學博士。曾任教於卡內基美隆大學物理學系，現任國家理論科學研究中心物理組主任。
- 張達文：理論物理學家，卡內基美隆大學物理學博士，生前曾任教於國立清華大學物理學系、2004年國家理論科學研究中心物理組主任並罹患胃癌，2005年去世。

#### 校長
- 劉源俊：前東吳大學校長。
- 鄭國順：前國立中正大學校長。
- 沈君山：前國立清華大學校長。

#### 政府官員
- 張國龍：前行政院環保署署長。

#### 其他
- 詹裕農：與葉公杼為物理學系同窗。
- 謝東翰：臺灣知名的自由軟體開發者，以開發自由軟體平台的中文輸入法Xcin計劃而聞名。

## 外部連結
- 國立台灣大學物理學系（页面存档备份，存于）
- 臺大物理文物廳官網（页面存档备份，存于）
- 臺大博物館群-臺大物理文物廳介紹頁（页面存档备份，存于）
- 台大物理系系學會（页面存档备份，存于）
- 台大物理系系刊《時空》（页面存档备份，存于）